# Variabili ORG
Una variabile ORG è un tipo di stella variabile pulsante.

## Caratteristiche
Dai cataloghi TESS e AGK3 (terza versione del catalogo astrometrico), essa risulta essere di classe spettrale K0, con temperatura superficiale di circa 4.800 °K, e un raggio stimato in 14-15 volte quello solare: dunque appartiene alla classe delle giganti arancioni nel Diagramma di Herzprung-Russell, con temperatura superficiale relativamente bassa (inferiore ai 5000 °K) – della categoria delle variabili pulsanti, e che mostrano nello specifico delle oscillazioni di piccola ampiezza, non simmetricamente radiali. Le stelle variabili pulsanti sono variabili fisiche o intrinseche, in cui le oscillazioni luminose sono causate da variazioni nelle condizioni fisiche della stella; esse perciò apparirebbero sempre variabili a qualsiasi ipotetico osservatore galattico, a prescindere dalla sua posizione ed orientamento spaziale rispetto alla stella.
I meccanismi interni che generano la pulsazione osservata sono dovuti a moti convettivi, o alla presenza combinata di idrogeno ed elio, che intrappolano la luce proveniente dall'interno, e si scaldano ed espandono in modo diverso fra loro. In molti casi, le variabili pulsanti si comportano come oscillatori armonici, ossia hanno un andamento periodico estremamente stabile nel tempo. Possono però in moti casi svilupparsi moti armonici superiori, sotto forma di armoniche sferiche di ordine superiore (analoghe agli overtones che si sviluppano in una corda di uno strumento musicale); e come nell'analogia citata, battimenti, interferenze costruttive e distruttive fra forme d'onda possono generare una variabilità di struttura più complessa, di cui può risultare più difficile riconoscere inizialmente - sulla base di osservazioni puntuali o non abbastanza protratte nel tempo - una periodicità pur presente. I periodi di pulsazione sono molto variabili, dall'ordine di grandezza dei minuti, sino a svariate ore e persino giorni. Il modello interpretativo ipotizza per GragVar036 e le altre ORG - allo stato attuale delle conoscenze - involucri convettivi in cui i consueti movimenti turbolenti agiscono però con diverse velocità e scale temporali, producendo una sorta di “rumore acustico” che come detto può indurre, o smorzare in modo stocastico, oscillazioni risonanti in modalità p (onde di pressione). Si pensa induttivamente che le ampiezze di oscillazione possano essere proporzionali alle fluttuazioni di luminosità.

## Scoperta
Sebbene questo tipo di variabile sia stato studiato fin dal 2015 il suo prototipo è stato riconosciuto in modo univoco per la prima volta nel giugno 2023 da un gruppo di ricerca italiano del GrAG (Gruppo Astrofili Galileo Galilei). Lo studio su questa variabile, situata nella costellazione del Cigno, è stato sottoposto all'AAVSO che cura il principale catalogo pubblico di stelle variabili. Il 4 luglio 2023 l'AAVSO ha validato le conclusioni preliminari del team italiano, e censito per la prima volta la categoria delle stelle variabili tipo ORG di cui GrAGVar036 (BD+39°4593) è la capostipite.

### Evoluzione dei sistemi di rilevamento
La scoperta è stata resa possibile anzitutto dalla notevole evoluzione dei sistemi di rilevazione. La comprensione della struttura delle stelle variabili e la loro evoluzione nel tempo hanno avuto una enorme accelerazione grazie al riesame di molti insiemi di dati e dai risultati di numerose missioni spaziali. Sino a non molti anni fa era possibile applicare i metodi di indagine dell'astrosismologia - scienza che studia i moti di oscillazione interni delle stelle per agevolare la comprensione della loro struttura ed evoluzione nel tempo - solo al Sole e a poche altre stelle molto più calde e caratterizzate da pulsazioni molto intense. I primi lavori di elevato dettaglio sono stati possibili, grazie al lavoro del satellite SOHO sulla nostra stella (eliosismologia).
Lo studio approfondito delle variabili pulsanti, ha anche applicazioni pratiche in cosmologia (essendo nota una relazione periodo-luminosità assoluta nelle variabili cefeidi, esse possono essere utilizzate per stimare la distanza delle galassie e degli ammassi stellari che ne ospitano) e permetterà via via di comprendere meglio anche l'evoluzione dello stesso Sole. Esso negli ultimi decenni è stato facilitato anche dalla enorme mole di dati resi disponibili agli studiosi, raccolti da:
- i satelliti CoRoT (febbraio 2007 – novembre 2012), missione dedicata espressamente anche all'astrosismologia e Kepler (giugno 2009-ottobre 2018), il cui KIC (Kepler Input Catalog) è pubblico e dispone di rilevazioni su 13,2 milioni di stelle;
- GAIA, missione dell'Agenzia Spaziale Europea (ESA), iniziata a dicembre 2013 e operativa dal luglio 2014, con una durata di missione che è stata estesa sino al 2025, alla luce dei risultati ottenuti nella missione. Dotata di un telescopio con sensori di posizione in grado di misurare la posizione di stelle e oggetti celesti con alta precisione, registrando anche i loro movimenti nel corso del tempo, ha l'obiettivo di creare una mappa tridimensionale precisa della nostra Galassia, catalogando posizione, luminosità, temperatura e composizione chimica di oltre un miliardo di stelle;
- TESS (dal luglio 2018), missione che ha sostanzialmente raccolto il testimone di Kepler[6][7]. Il suo obiettivo principale è la scoperta e lo studio di pianeti extrasolari (esopianeti) che orbitano attorno a stelle al di fuori del nostro sistema solare, utilizzando il metodo di osservazione dei transiti. TESS è dotato di quattro telecamere a bassissima distorsione che catturano immagini di una vasta area del firmamento, divisa in 26 settori di osservazione, ciascuno dei quali viene monitorato a rotazione per circa 27 giorni.[8]

In futuro si potrà contare anche sui dati della futura missione PLATO, quando si prevede nel 2026 sarà lanciato e posizionato nel punto di Lagrange L2 del sistema Terra-Sole. La disponibilità di una simile mole di informazioni, e la raggiunta precisione di rilevazione, rendono possibile l'analisi di fenomeni di entità sempre minore, in prospettiva anche quelli relativamente modesti tipici del Sole, in una maggiore varietà di stelle di diverse dimensioni, sino ad arrivare come visto alle giganti rosse. Anche nell'ambito della ricerca amatoriale è importante utilizzare sia le curve di luce sia le fotografie pubblicate sui siti professionali, i cui dati sono pubblici.

### Le modalità di analisi dei dati
Le principali fonti utilizzate dal GrAG sono soprattutto 
- lo ZTF (Zwicky Transient Facility), attivo da febbraio 2018, gestito dalla California Institute of Technology (Caltech) in collaborazione con istituzioni in tutto il mondo che utilizza il telescopio da 48 pollici “Samuel Oschin” (la grande camera Schmidt presso l'Osservatorio di monte Palomar) con, ora, un enorme campo visuale di 47°x47° per monitorare il cielo notturno e individuare oggetti transitori, come supernove, stelle variabili e asteroidi;
- la sezione per l'emisfero N dell'ASAS (All-Sky Automated Survey for Supernovae) gestito dall'Università di Varsavia in Polonia, che opera con una rete di telescopi sparsi in tutto il mondo per sorvegliare l'intero cielo notturno per scoprire e seguire il progresso di supernove e altri oggetti transitori nel cielo.

Stelle con un comportamento analogo a quello di GrAGVar036 sono state studiate anche da altri gruppi di ricerca professionali, fra i quali l'Institute for Astronomy dell'Università delle Hawaii che è stato accreditato come co-scopritore di questa nuova tipologia inserita nel catalogo AAVSO. L'individuazione di queste stelle, infatti, è recente ma non nuova; tra gli articoli in letteratura spicca quello di Marc Hon e colleghi del 2021 
 riportato anche sulla scheda redatta per il catalogo dell'AAVSO, e coi quali va condivisa la scoperta. La ragione per la quale l'AAVSO ha censito la stella solo dopo lo studio del GrAG, e le ha attribuito lo specifico identificativo deriva dal fatto che lo studio sottostante all'articolo di Hon et al. non è basato sull'osservazione diretta, “umana” delle stelle che prende in considerazione, né delle loro curve di luce, ma sull'applicazione di algoritmi di machine learning che hanno analizzato milioni di dati del satellite TESS ed estratto in modo automatico un elenco di migliaia di stelle che statisticamente rispondono alle caratteristiche che si ritiene debbano avere le giganti rosse oscillanti. Il numero di stelle candidate per una analisi approfondita delle curve di luce è certamente elevato da richiedere ovviamente modalità di studio avanzate, che utilizzano le moderne tecnologie informatiche e l'attuale disponibilità di processori straordinariamente veloci. Si fa perciò riferimento ad un sottoinsieme dell'intelligenza artificiale (IA), detto machine learning supervisionato. In esso, il ricercatore, che si comporta come un data scientist, agisce da guida e “insegna” all'algoritmo i risultati da generare, sino ad arrivare ai livelli avanzati del c.d. deep learning.
Questi metodi sono scientificamente validi per analizzare con campioni statisticamente solidi le caratteristiche di queste stelle, ma difficilmente bastano a catalogarle, cioè nel caso di specie ad affermare con certezza che una singola stella dell'elenco appartenga proprio a questa tipologia di variabili. Gli algoritmi infatti, per come sono “tarati”, generano inevitabilmente una percentuale di falsi positivi o falsi negativi: hanno cioè dei limiti di precisione e di accuratezza assai difficilmente quantificabili ex ante.

### Il “fattore umano” nell'attività di ricerca del GrAG
L'importanza del lavoro amatoriale, in questo caso, è nell'avere individuato in modo indipendente la stella e averne studiato direttamente la fotometria dai dati TESS accertandone la natura con sicurezza. Anche alla base di questa ricerca, infatti, vi è stato l'utilizzo di modelli che sono stati sviluppati in cloud-computing, ma con in più la volontà e la possibilità, deliberatamente valorizzata, di analizzare “manualmente” la fotometria delle singole stelle, osservando ad esempio visivamente le curve di luce. In tal modo è possibile notare ed apprezzare comportamenti peculiari e inconsueti che, come ampiamente riconosciuto anche dalla comunità scientifica professionale, i modelli numerici da soli potrebbero non captare. L'elemento umano è stato così anche in questo caso decisivo ed il ruolo dei ricercatori molto più prezioso dei soli modelli matematici.
Il GrAG è una associazione di promozione sociale dedita alla divulgazione dell'astronomia e alla ricerca amatoriale nel settore. In poco più di un anno di attività dall'avvio del suo osservatorio astronomico, interamente realizzato dai soci nell'area messa a disposizione dall'Università Agraria di Monte Romano (VT), il gruppo di ricerca del GrAG ha scoperto oltre 47 nuove stelle variabili, appartenenti a diverse categorie, arricchendo anche in altri casi il lavoro degli astronomi professionali sui campi di ricerca più attuali e coinvolgendo nelle attività scientifiche oltre 20 citizen scientist, come sono chiamati dalla comunità scientifica internazionale gli astronomi non professionisti che si dedicano alla ricerca tramite appositi siti Internet. Nell'estate 2023 il gruppo di lavoro del GrAG ha scoperto una seconda variabile ORG, la GrAGVar037; al 6 ottobre 2023 ne sono state individuate sei.